# Bullernosius
Bullernosius, eller Ön, är namnet på en landmassa i nordvästra Ångermanlands inland.
I folkmun kallas landmassan "ön" och räknas sedan 2014 enligt Statistiska centralbyrån som en ö, då den omsluts helt av vattendragen Ångermanälven, Faxälven samt älvbifurkationen Vängelälven. Ett liknande öfenomen finns i Norrbotten mellan Torne, Kalix och Tärendö älvar. 
Ön är åtta mil lång och två mil bred och omfattar delar av Ed, Långsele, Resele, Ådals-Liden, Helgum, Edsele, Ramsele och Ström. Vägen över skogen mellan Nordanåker i Edsele och Sörmoflo i Ådals-Liden ska ha kallats Övägen, enligt folkminnessamlaren Frans Bergvall.
Namnet Ön är belagt sedan 1646, då det förekommer inritat på en karta av lantmätaren Jakob Stenklyft. Begreppet Bullernosius dyker upp under 1700-talet, med okänd betydelse. Språkvetaren Karl-Hampus Dahlstedt ansåg namnet sakna folklig anknytning.